# Jate
Jate je drugi glasbeni album slovenske alternativne rock skupine Nina Bulatovix, izdana 4. decembra 2014 pri študentski založbi Kapa Records. Posnet je bil maja istega leta v dvorani Gustaf mariborske Pekarne.

## Kritični odziv
Odzivi na album so bili večinoma pozitivni. Za revijo Rockline je Aleš Podbrežnik dejal, da »album Jate poseduje prepričljivo mračno držo, pravzaprav post-apokaliptično noto, skozi katero ne posije niti trohica upanja« in da »ne glede na to, da je bend sicer mlajšega porekla, vleče izdelana glasbena vizija glasbenega stasa treh izkušenih glasbenikov na plano najimpresivnejše trenutke alternativnega rock gibanja« ter album ocenil s 4 zvezdicami.
Veljko Njegovan pa je v Mladini album označil za »kolekcijo kritičnih besedil, ki s punkovsko obarvanim distorziranim basom, trdnimi in konfuznimi ritmi ter izstopajočim vokalom silovito reflektira družbeno stvarnost našega vsakdanjika« in albumu prav tako dal 4 zvezdice. Album je pohvalil tudi Robert Suša z Radia Študent, ki je glasbo Nine Bulatovix primerjal z glasbo nemške punk pevke Nine Hagen. S strani spletnega portala Beehype pa je bil album izbran za najboljši domači album leta.

### Priznanja
| objava        | uvrstitev | seznam               |
| ------------- | --------- | -------------------- |
| Radio Študent | 3.        | Naj tolpa bumov 2014 |
| Beehype       | 1.        | Best of 2014         |

## Seznam pesmi
Vse pesmi je napisala skupina Nina Bulatovix. Vsa besedila je napisala skupina, razen »Brecht«, katere besedilo je povzeto po Hvali dialektike in Hvali učenja Bertolta Brechta.
1. »A A« – 3:39
2. »V okove« – 3:08
3. »Brecht« – 3:58
4. »Gobci (foreva)« – 2:11
5. »Ljudmila« – 3:38
6. »Z obema rokama« – 4:49
7. »Pridi k skupini« – 3:03
8. »Psihiatrija« – 3:33
9. »Iz obrazov molčečih« – 2:24
10. »Topla voda« – 3:18
11. »Jate« – 4:44

## Zasedba
- Gregor Kosi — vokal
- Marko Širec — bas kitara
- Jure Lavrin — bobni, vokal, ksilofon[8]